# Юго-восток штата Мату-Гросу (мезорегион)
Юго-восток штата Мату-Гросу (порт. Mesorregião do Sudeste Mato-Grossense) — административно-статистический мезорегион в Бразилии. Входит в штат Мату-Гросу. Население составляет 447 935 человек (на 2010 год). Площадь — 71 950,815 км². Плотность населения — 6,23 чел./км².

## Демография
Согласно сведениям, собранным в ходе переписи 2010 г. Национальным институтом географии и статистики (IBGE), население мезорегиона составляет:
| Полное население                            | Полное население                            | Полное население                            | Полное население                            | 447 935 |
| ------------------------------------------- | ------------------------------------------- | ------------------------------------------- | ------------------------------------------- | ------- |
| в том числе:                                | Городское население                         | 393 033                                     | Процент городского населения, %             | 87,74   |
|                                             | Сельское население                          | 54 902                                      | Процент сельского населения, %              | 12,26   |
|                                             | Мужское население                           | 228 888                                     | Процент мужского населения, %               | 51,10   |
|                                             | Женское население                           | 219 047                                     | Процент женского населения, %               | 48,90   |
| Плотность населения, чел/км²                | Плотность населения, чел/км²                | Плотность населения, чел/км²                | Плотность населения, чел/км²                | 6,23    |
| Население мезорегиона в % к населению штата | Население мезорегиона в % к населению штата | Население мезорегиона в % к населению штата | Население мезорегиона в % к населению штата | 14,76   |

## Статистика
- Валовой внутренний продукт на 2003 составляет 4 219 544 520,00 реалов (данные: Бразильский институт географии и статистики).
- Валовой внутренний продукт на душу населения на 2003 составляет 11 020,59 реалов (данные: Бразильский институт географии и статистики).
- Индекс развития человеческого потенциала на 2000 составляет 0,781 (данные: Программа развития ООН).

## Состав мезорегиона
В мезорегион входят следующие микрорегионы:
1. Алту-Арагуая
2. Примавера-ду-Лести
3. Рондонополис
4. Тезору